# William Madison
Pour les articles homonymes, voir Madison.
William Madison (5 mai 1762 – 20 juillet 1843) est un général américain. Il sert lors de la guerre d'indépendance américaine et de la guerre de 1812. Fils de James Madison, Sr. et d'Eleanor Rose Conway, il est le frère de James Madison, quatrième président des États-Unis,. Madison épouse Frances Throckmorton et a eu onze enfants. Il est le grand-père du brigadier général confédéré James E. Slaughter.

## Biographie
William Madison suit sa scolarité à Princetown puis au College of William and Mary. Lors de la guerre d'indépendance, il est lieutenant d'artillerie et est présent lors de la reddition de Cornwallis à Yorktown. Avant le départ pour la France en tant qu'ambassadeur, Jefferson lui fait étudier brièvement le droit.
Il est élu à la chambre des délégués pendant trois mandats, de 1791 à 1794 puis de 1804 à 1811. Il prend le commandement du 82nd Regiment (Madison) en 1802. Il est nommé brigadier général de la première brigade 1802. Le 17 décembre 1822, il est nommé major général de la milice de Virginie.